# Diagnosi

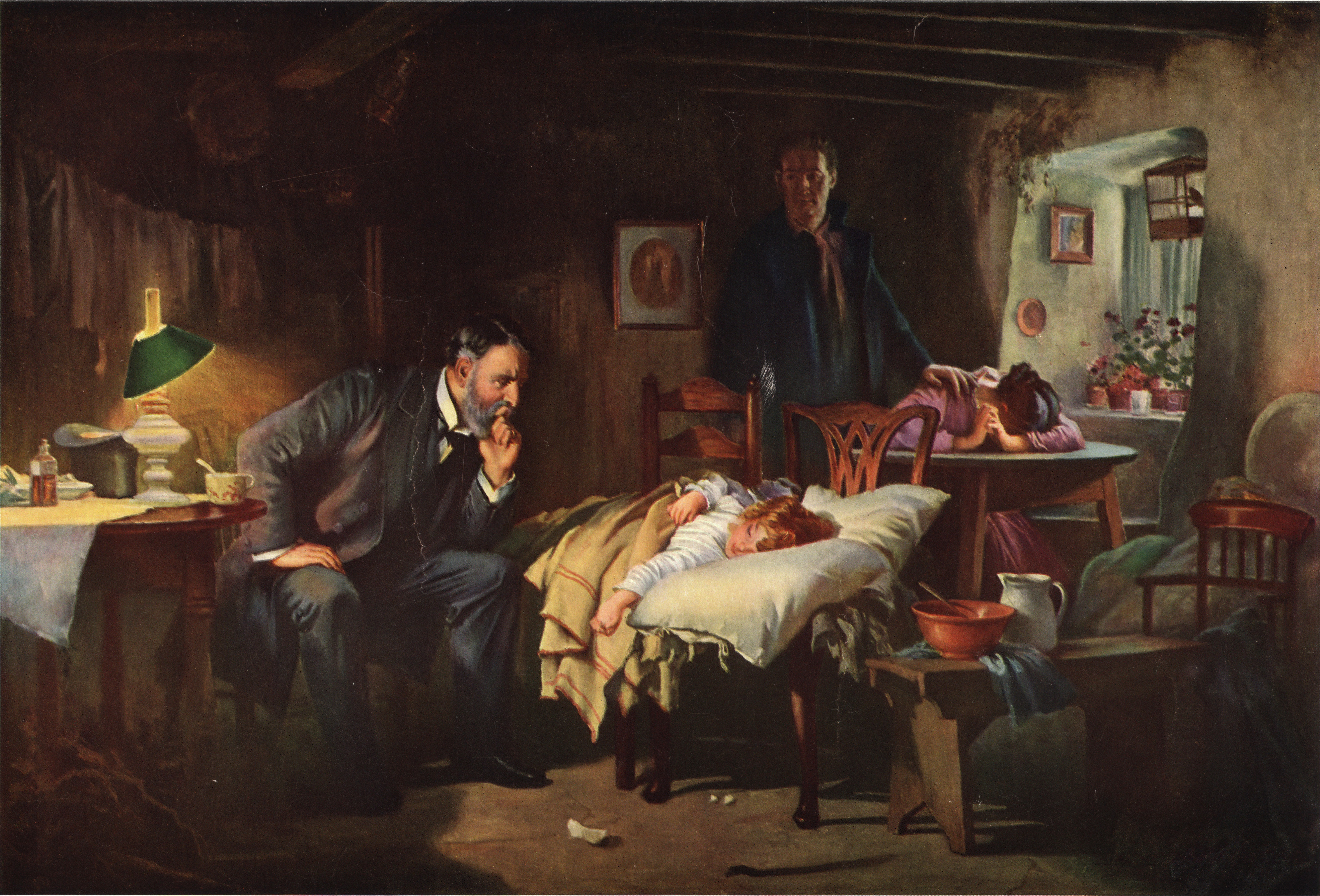
El metge, de Samuel Luke Fildes (1891)

La diagnosi o diagnòstic és el conjunt de pràctiques adreçades a determinar d'una situació. La diagnosi s'utilitza en moltes disciplines diferents, amb variacions en l'ús de la lògica, l'analítica i l'experiència, per determinar "causa i efecte".
En medicina, la diagnosi és el conjunt de mètodes (basats en els signes i símptomes del pacient, incloent-hi els resultats dels exàmens subministrats pel laboratori clínic, els anatomopatològics i els radiològics) que permeten determinar la malaltia que afecta el pacient. El resultat de la diagnosi és el diagnòstic. No s'ha de confondre amb el pronòstic (estimació de l'evolució del pacient).
En enginyeria de sistemes i informàtica, normalment s'utilitza per determinar les causes dels símptomes, mitigacions i solucions.
El diagnòstic pedagògic a través de l'avaluació diagnòstica, no estudia la conducta del subjecte, sinó l'estat de desenvolupament personal i el potencial d'aprenentatge, per fonamentar les intervencions educatives més convenients.

## Característiques d'una tècnica de diagnosi
Es considera que una tècnica de diagnosi és bona quan ofereix resultats concordant amb allò que es diagnostica, per exemple, en medicina quan dona resultats positius en malalts i negatius en pacients sans, amb el menor rang d'error possible.
Per tant, les condicions que han de ser exigides en una tècnica de diagnosi són principalment tres:
- Validesa és el grau en què una tècnica mesura el que es suposa que ha de mesurar, és a dir, la freqüència amb què els resultats obtinguts amb aquest test poden ser confirmats per altres més complexos i rigorosos. Els paràmetres que mesuren la validesa d'una prova diagnòstica són la sensibilitat i l'especificitat.
- Reproductivitat és la capacitat d'una tècnica d'oferir els mateixos resultats quan es repeteix la seva aplicació en circumstàncies similars. La reproductivitat ve determinada per la variabilitat biològica del fet observat, la introduïda pel mateix observador i la derivada del mateix test.
- Seguretat és la certesa que té una tècnica de predir la presència o absència de malaltia en un pacient. La seguretat ve determinada pel valor predictiu d'un resultat positiu o negatiu, és a dir, la probabilitat que, seguint l'exemple del diagnòstic mèdic, essent un test positiu el pacient estigui realment malalt.

## Validesa d'una tècnica diagnòstica
El cas més senzill és el d'una prova dicotòmica. En el cas del diagnòstic mèdica es classifica a cada pacient com sa o malalt, en funció del resultat de la prova sigui positiu o negatiu. D'aquesta manera, un resultat positiu es correspon normalment amb la presència de la malaltia estudiada i un resultat negatiu amb l'absència d'aquesta.
En general, se sol treballar amb una població heterogènia de pacients, de manera que les dades obtingudes permeten classificar-los en quatre grups, els quals solen representar en una taula 2X2. En ella, s'enfronta el resultat de la prova diagnòstica (en files) amb l'estat real dels pacients (en columnes) o sinó, el resultat de la prova de referència o "gold standard" que anem a utilitzar. El resultat de la prova pot ser positiu o negatiu, però aquests poden ser correctes o incorrectes, donant lloc a quatre tipus de resultats: veritables positius, veritables negatius, falsos positius i falsos negatius.
| Resultat de la prova | Malalt                   | Sa                       |
| -------------------- | ------------------------ | ------------------------ |
| Positiu              | Veritables positius (VP) | Falsos positius (FP)     |
| Negatiu              | Falsos negatius (FN)     | Veritables negatius (VN) |

El que determina la validesa de la tècnica utilitzada serà el càlcul dels valors de la sensibilitat i l'especificitat.
- La Sensibilitat ens indica la probabilitat que hi ha que un pacient estigui realment malalt essent el resultat del seu test positiu. Per tant, és la capacitat d'un test per detectar realment la presència de la malaltia. La sensibilitat es pot estimar com la proporció de pacients malalts que van obtenir un resultat positiu en la prova diagnòstica, és a dir, la proporció de veritables positius, o de malalts diagnosticats, respecte del total de malalts en la població d'estudi. Així:

{\displaystyle {\mbox{Sensibilitat}}={\frac {(VP)}{(VP+FN)}}}
- L'Especificitat és la probabilitat que un pacient estigui realment sa després d'obtenir un resultat del test negatiu. En el cas mèdic és la capacitat d'un test per detectar l'absència de malaltia. Així, l'especificitat pot estimar com la proporció de pacients sans que van obtenir un resultat negatiu en la prova diagnòstica, és a dir, la proporció de veritables negatius, o de sans reconeguts com a tal, respecte del total de sans a la població. D'aquesta manera:

{\displaystyle {\mbox{Especificitat}}={\frac {(VN)}{(VN+FP)}}}
L'ideal és treballar amb tècniques diagnòstiques d'alta sensibilitat i especificitat, superant, com a mínim, el 80% en els dos casos. Tanmateix, això no sempre és possible.